# Мальчик со шпагой
«Ма́льчик со шпа́гой» — роман-трилогия Владислава Крапивина о детском отряде «Эспада», написанный в 1972—1974 годах. Роман входит в более крупную трилогию «Паруса „Эспады“», включающую также романы «Бронзовый мальчик» (1992) и «Рыжее знамя упрямства» (2005). Первоначально печатался в журнале «Пионер» в 1973—1975 годах, отдельное издание вышло в 1981 году. Впоследствии неоднократно переиздавался. В романе наиболее полно раскрывается мировоззрение писателя и его представление о ребёнке.
События трилогии охватывают год из жизни шестиклассника Серёжи Каховского, автор показывает переломные моменты жизни взрослеющего героя, его «звездный час». Серёжа встает на защиту справедливости, попадает в тяжёлые испытания, учится не задумываясь совершать смелые поступки и делать правильный выбор между честью и бесчестием. Вместе с Серёжей преодолевает трудности пионерский отряд «Эспада», прообразом которого стал отряд «Каравелла», созданный Владиславом Крапивиным. По некоторым оценкам, трилогия стала наиболее известным произведением писателя, принёсшим ему широкую популярность в СССР. Дети несколько лет отправляли письма Серёже Каховскому, считая его реальным человеком. Трилогия рассматривалась как образец детской психологической прозы 1970-х годов, в книге затронуты нравственно-этические вопросы, присутствуют романтические мотивы и сказочные образы. В романе представлен новый для творчества Крапивина тип конфликта, который играет роль в сюжете: между детской организацией и облечёнными властью лицами. По мотивам трилогии в советское время были поставлены телеспектакли.

## Создание и публикации
Трилогия была написана в 1972—1974 годах. В письме к С. Баруздину (лето 1972 года) Крапивин сообщал, что завершает работу над первой частью повести «Мальчик со шпагой» («Всадники на станции Роса») и что он примерно представляет содержание второй части, хотя не знает, когда приступит к написанию, и ещё не придумал название. Исследователь А. Карпукова полагала, что эти слова говорят об авторском замысле, который заключался в создании цикла повестей. В письме Крапивин утверждал, что журнал «Пионер» ждёт от него первую повесть, но выражал сомнения в том, что редакция «будет от этой вещи в восторге». 
Прообразом отряда «Эспада» стал отряд «Каравелла», созданный Владиславом Крапивиным. Автор взял за основу романа события, которые имели место вокруг отряда. В предисловии к книге автор писал, что Серёжа Каховский не существовал, как и отряд «Эспада», однако в окружении писателя были такие, как Серёжа, были и «юные моряки, юнкоры и фехтовальщики» отряда «Каравелла»; без них, по словам автора, книга не была бы написана. По словам биографа А. Щупова, роман воспринимался и в контексте военного переворота в Чили; биограф полагал, что эта связь не обязательна, хотя писатель безусловно следил за происходившим в мире. Три части публиковались в журнале «Пионер» в 1973, 1974 и 1975 годах с иллюстрациями Е. Медведева. В 1975 году первая повесть вошла в одноимённый сборник («Всадники со станции Роса», издательство «Детская литература»), в том же году первые две повести были включены в авторский сборник «Лётчик для особых поручений» («Средне-Уральское книжное издательство», тираж 50 000 экземпляров). Вторая и третья части составили сборник «Мальчик со шпагой», выпущенный в 1976 году издательством «Детская литература», полное книжное издание из трёх частей вышло в 1981 году там же. Тираж каждого из двух этих изданий составил 100 000 экземпляров. Впоследствии трилогия неоднократно переиздавалась.
За трилогию в 1975 году автор получил премию имени А. П. Гайдара от журнала «Пионер».

## Сюжет
События трилогии охватывают год из жизни главного героя, шестиклассника Серёжи Каховского. В отличие от «Тени Каравеллы», действие которой отнесено к прошлому (период Великой Отечественной войны), события трилогии современны, то есть происходят в позднесоветский период. В художественную ткань романа вплетены жизненные реалии, такие как колхоз, пионерский лагерь, милиция, комсомол и другие. Повествование во всех трёх частях ведётся от третьего лица, но фокализатором выступает главный герой, события описаны с его точки зрения.

### Часть первая. Всадники на станции Роса
12-летний Серёжа Каховский самовольно покидает пионерский лагерь после конфликта с начальником, Тихоном Михайловичем Совковым, который вскрыл и прочёл его письмо, отправленное домой, а затем на линейке публично его прокомментировал; Серёжа при всех назвал поступок начальника подлостью. На станции Роса мальчик подбирает бродячего пса, которого называет Нок. Лагерный физрук Станислав Андреевич пытается силой увести Серёжу со станции обратно в лагерь, но ему мешает Нок, готовый броситься на взрослого. За сценой наблюдает человек, похожий на Дон Кихота, который представляется журналистом в командировке Алексеем Борисовичем Ивановым. Они знакомятся, и мальчик рассказывает, почему ушёл из лагеря. Позапрошлым летом он сильно заболел и ему привиделся всадник с шашкой и копьём, с острым шлемом и в шинели, после чего Серёжа сделал картонных кавалеристов. Во время грозы всадники исчезли с открытого окна, однако ему приснилось, будто в комнату зашёл настоящий всадник, который сказал, что им пришлось ускакать, но пообещал прийти на помощь, если их позвать. Серёжа рассказал эту историю в лагере, и его сказка стала для некоторых воспитанников лагеря (в том числе и для «мушкетёров» начальника, «хулиганствующих директорских подпевал») поводом для насмешек.
Ожидая поезд, Алексей Борисович и Серёжа играют в «морской бой», мальчик спрашивает, не встречал ли он в Сибири его маму. На станцию приезжает начальник лагеря и уговаривает Серёжу вернуться. Серёжа не соглашается и находит поддержку в лице журналиста, который, как оказалось, ранее общался с начальником лагеря по служебной необходимости (Совков ранее заведовал овощной базой) и знает его с не лучшей стороны. В поезд Серёжу с собакой не пускают, и они остаются на станции, как и Алексей Борисович. Неудачливые пассажиры решают идти к реке, где им везёт — у берега стоит катер, готовящийся к отплытию, а экипаж — хорошие знакомые журналиста. Серёжа вспоминает, что оставил на станции штаны и куртку; в кармане фотография его умершей мамы. Серёжа бежит на станцию, где его поджидают четверо «жандармов» начальника лагеря во главе с Гутей, которые пытаются силой утащить Серёжу в лагерь. Неожиданно на выручку к Серёже приходят пятеро кавалеристов, главный из которых, «смуглый, белозубый, в зелёной рубашке и парусиновой будёновке с суконной голубой звездой», говорит: «— Не трро-огать…». Герои благополучно плывут на катере. Оказалось, что произошла череда совпадений: Алексей Борисович увидел в бинокль лагерный «газик» и, заподозрив неладное, позвонил в колхоз, где находились его знакомые студенты (из молодёжного стройотряда «Гренада»), которые и сыграли роль всадников. Журналист говорит, что такие чудеса случаются, быть может, раз в жизни, советуя Серёже самому стать всадником и помогать другим.

### Часть вторая. Звёздный час Серёжи Каховского
Действие начинается спустя несколько часов после окончания первой части. Серёжа возвращается в квартиру, которую Каховские делили с семьёй Лесниковых. Выясняется, что Каховские уже получили новую жилплощадь и переехали, решив сделать Серёже сюрприз. Мальчика встречает дочь Лесниковых Наташа — приятельница Серёжи с раннего детства. Она рассказывает о новом детском клубе «Эспада», открывшемся в старом доме на улице Красноармейская. Позже Cерёжа заступается за второклассника, нового соседа Лесниковых, Стасика Грачёва, которого схватила дежурная девятиклассница, и помогает вернуть мяч, отобранный у младшеклассников взрослыми — парой Дзыкиных, соседями Серёжи.
Серёжа занимается фехтованием в клубе «Эспада», дружит с Генкой Медведевым по прозвищу Кузнечик, который играет на гитаре; однажды Генка поёт песню про Чили, сочинённую его братом. Серёже снится сон про враждебный город, где мальчика в зелёной рубашке расстреливают из пулемета. В клуб приходит новичок, нерешительный пятиклассник Митя Кольцов, и Серёжа даёт ему первые уроки фехтования. Митя, проявив настоящий талант, побеждает в клубном соревновании, хотя последний бой Серёжа проигрывает намеренно. Серёжа, объясняя свой поступок Олегу Московкину, руководителю клуба, говорит, что «ему [Мите] нужнее». В клубе принято решение о назначении Серёжи капитаном пятой группы. В тот же день по дороге домой на Митю и участников финального соревнования, Мосина, Голованова и Сенцова, нападают четверо хулиганов. Сопротивление оказывает только младший Митя (остальные убегают), не отдавая ремень с эмблемой «Эспады»; ему удается ударить хулигана по кличке Лысый. Совет клуба единодушно решает гнать отдавших ремни трусов из клуба; Серёжа размышляет о том, как бы он повёл себя в такой ситуации. Олег даёт ребятам шанс: чтобы остаться в клубе, им нужно вернуть свои ремни. Все трое покупают новые ремни в военторге, и их отчисляют. Олег в разговоре с Серёжей говорит, что дело в страхе, который делает из человека тряпку; он хотел бы, чтобы отряд был как один кулак, чтобы каждый болел за всех. Олег объясняет, почему уехал из Артека: там нет своего постоянного отряда, трудно всё время расставаться.

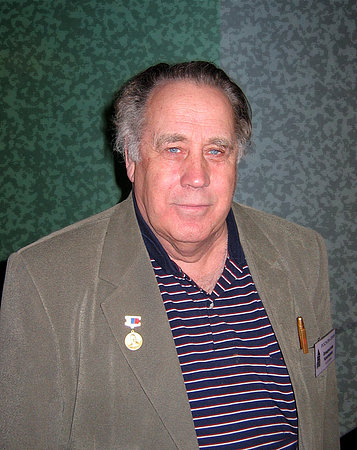
Владислав Крапивин в 2006 году

Незадолго до осенних каникул Серёжа узнает, что учительница Нелли Ивановна выставила дневники на витрину. Он забирает дневники, так как хочет спасти Стасика от его отца, который регулярно избивает сына (Стасик получил двойку по поведению, так как отказался пойти с классом в кино). Серёжу вызывают к директору. Нелли Ивановна называет Серёжу хулиганом и припоминает случай в летнем лагере, но директор не принимает никаких мер. Генка говорит, что получил письмо от парнишки из Чили. Однажды Серёжа провожает Стасика до дома, тот боится ходить один. В тёмном переулке Серёжа, Стасик и ещё один второклассник Валера встречают четырёх хулиганов, которые требуют деньги; один из них — Сенцов. Вспомнив фехтовальные навыки, Серёжа с помощью рейки от забора справляется со всеми хулиганами, включая появившегося взрослого рецидивиста Гаврилова по кличке Гаврик, угрожавшего ножом. Неожиданно подоспевает милиция, которую встретил сбежавший от хулиганов Валера. На следующий день отец говорит Серёже, что это был его звёздный час. На школьной линейке Серёже и Валере объявляют благодарность, они получают подарки от милиции. Милиция получает нож, который, как выяснилось, забрал Стасик и из страха вернул одному из хулиганов, Кисе. Серёжа зол на Стасика и, не сдержавшись, дает ему пощёчину. Отец советует Серёже не переживать, а подумать, как помочь Стасику. Серёжа навещает Грачёвых, но Грачёв-старший выставляет его за дверь. Серёжа возвращается вместе с лейтенантом милиции, который делает отцу Стасика внушение, хотя все понимают, что ничего сделать нельзя. Серёже звонит Алексей Борисович и говорит, что завтра выходит газетная заметка о подвиге шестиклассника Каховского. В клубе в торжественной обстановке перед строем Серёже вручают именную шпагу.

### Часть третья. Флаг-капитаны
С момента событий второй части прошло два месяца. Февраль. «Эспада» не всем по душе, и домоуправление решает под видом ремонта выселить клуб из занимаемого здания. В клуб для «технического осмотра» наведывается комиссия из трёх человек во главе с домоуправляющим района Сыронисским. По вечерам в клубе, куда ходит и Наташа, обсуждают море, корабли, Севастополь. Кузнечик иногда поёт песни, Олег рассказывает о своей жизни, как он работал художником-оформителем в Доме офицеров, где начал заниматься фехтованием, о работе в интернате и в Артеке. В клубе проходят тренировки, линейки, а по воскресеньям ребята снимают шуточный фильм о мушкетёрах. Генка переживает, увидев в иностранном журнале фотоснимок убитого мальчика из Сантьяго и думая, не его ли это знакомый; у них одинаковые рубашки.
В один из дней, когда Серёжа неожиданно получает пятёрку по алгебре, слесари под руководством Сыронисского начинают выносить инвентарь и вносить постороннюю мебель, якобы нужную для ремонта. Олег вызывает милицию, но им предъявляют документ райисполкома, поэтому лейтенант лишь советует соблюдать порядок и аккуратно обращаться с имуществом клуба. Московкин, несмотря на возмущение Сыронисского, отказывается отпирать кают-компанию, дверь в которую загораживает Митя со шпагой в руке. Олег решает вынести всё имущество через окно и выбрасывает ключ. Лейтенант советует обратиться в газету. Серёжа вспоминает про Алексея Борисовича и отправляется в редакцию, но попадает на похороны Иванова — тот умер. Серёжу мучает тяжёлое раскаяние, что он так и не удосужился навестить Алексея Борисовича, как обещал. Помочь отряду соглашается журналист Владимир Матвеевич Ларцев, автор газетной заметки о Серёже. После публикации «беспощадной» статьи в поддержку «Эспады» Олега больше ни в чём не обвиняют, а Сыронисского должны уволить. Однако помещение вернуть не удается, поскольку его признали ветхим. Олег лишается клуба, должности руководителя и своей работы, а следовательно, и места студента-заочника. Он принимает трудное решение вернуться в интернат в Красном Береге и уезжает, а ребята постепенно привыкают к жизни без «Эспады», они собираются у Кузнечика. Серёжа пытается сохранить отряд: когда ребята из «Эспады» дерутся на шпагах без защиты, он говорит им, что их осталось всего десять человек и они не имеют права пренебрегать законами отряда: теперь все оставшиеся — капитаны («флаг-капитаны», по словам Мити) и должны вместе друг за друга отвечать.
К Каховским приезжает брат тёти Гали, мачехи Серёжи, Виталий (дядя Витя), археолог по профессии. Он дарит Серёже, который интересуется археологией, книгу о городах Античности, рассказывает о Херсонесе и предлагает поехать туда летом на раскопки. Дядя симпатизирует Серёже, но считает, что «Эспада» — это «суета сует». На пионерский сбор, где третьеклассников принимают в пионеры, Серёжа выходит со значком «Эспады»; у него происходит стычка с девочкой Викой Гармашевой, которая называет его директорским любимчиком. Серёжа делится произошедшим с дядей Витей, и они жарко спорят: дядя считает, что Серёжа не может без стычек и ссор и что ему «плевать на всех», хотя он мнит себя донкихотом, борцом за справедливость. Дядя советует ему жить как все, потому что мир не переделаешь. Третьеклассник Димка Соломин, барабанщик «Эспады», и Серёжа хотят выйти на праздничный парад отдельной колонной «Эспады», но ничего не получается. Серёжа пытается успокоить себя тем, что скоро поедет в Севастополь и Херсонес. Дядя Витя объясняет ему, что всё, чем они занимаются, напоминает «гальванизацию трупа» и чтобы стать учёным, ему нужно изменить свою жизнь. Во время поездки за билетами с дядей Витей Серёжа видит в троллейбусе, как тётушка, похожая на Дзыкину, беспричинно обвиняет мальчика, который едет с сестрёнкой, в том, что тот не заплатил за билет, и хватает его. Дядя Витя наглухо закрывается от окружающего мира журналом; Серёжа пытается сдержаться, но не может. В конце концов он встаёт и слышит свой голос: «Не трогать!».

### Эпилог. Барабанщики, марш!
Серёжа, проводив мальчика с сестрой до дома, отказывается ехать с дядей Витей, тот уезжает. Происходит чудо: в Севастополь в командировку едет Саша, брат Генки Кузнечика. Друзья счастливо проводят время у моря, посещают раскопки Херсонеса; спустя шесть дней неожиданно звонит командир барабанщиков «Эспады» Данилка Вострецов и просит срочно приехать: ребята нашли кинокамеру для продолжения съёмок фильма, старую шлюпку, из которой можно сделать корабль, и, самое главное, «Эспаду» вызвал на соревнования другой клуб. Друзья готовы завтра же лететь обратно — за три тысячи километров, и Саша, видя, что их действия не являются сиюминутным капризом, разрешает им ехать через день.

## Восприятие

### Общие оценки
Трилогия характеризовалась как наиболее яркое и значительное «в идейно-художественном» плане произведение писателя, яркий образец детской психологической прозы 1970-х годов. Критик Л. Белая в 1981 году считала Серёжу Каховского, вероятно, самым популярным героем в советской детской литературе. Роман относится к циклу «школьных повестей» писателя и, по мнению литературоведа И. Сергиенко, входит в число произведений, составляющих «ядро» реалистической прозы Крапивина 1960—1980-х годов. По оценке биографа А. Щупова, в книге можно найти и «школьные конфликты, и детскую отвагу, и личностное становление детей». Советские критики высоко оценивали нравственный и воспитательный пафос трилогии. Литературовед Г. Тубельская отмечала динамичность трилогии (борьба с хулиганами, с «распоясавшимся обывателем», с «мушкетёрами» из лагеря), что привлекает читателей-детей, но связывала драматизм не с увлекательным сюжетом, а с внутренним развитием героев — их поисками, неуёмностью, взрослением. Образы в трилогии, по мнению критика, правдивы с психологической точки зрения, хотя и «целенаправленны». Критик Е. Горшунова, оценивая вторую и третью повести, писала, что книга затрагивает острые вопросы нравственности, значимые для подростков. По её мнению, в описании романтизма и максимализма подростков, которые оказываются в трудных обстоятельствах, автор в некоторых случаях подчёркивает конфликты, но сохраняет оптимизм, «веру в торжество высокой романтической мечты». Исследователи М. Мещерякова и О. Виноградова писали, что в романе наиболее полно раскрывается мировоззрение писателя и его представление о ребёнке. По их мнению, главный герой — «чудак» и мечтатель, который борется за справедливость и не боится трудностей; внутренние и внешние конфликты таких людей имеют «взрослый, серьёзный, драматический характер». Литературовед С. Москаленко отмечала удачное описание психологии в романе и считала главным в произведении нравственно-этический посыл, который выражен через афоризмы в диалогах героев, заметен в их внутренней речи, в письмах и т. д. По её мнению, роман призывает к «честным отношениям с друзьями и товарищами», рассказывает о преодолении «собственных слабостей и…чёрствости» окружающего мира в процессе становления личности.

### Читательская реакция
Роман вызвал большой общественный резонанс. По оценке культуролога С. Борисова, данной в 2008 году, трилогия принесла автору «всесоюзную известность и любовь миллионов детей и подростков». Журнальная публикация второй повести (июнь 1974 года), по словам А. Щупова, вызвала «бурную реакцию»: Крапивину пришлось отвечать на большое количество писем от читателей, на страницах «Пионера» был создан особый почтовый ящик для писателя. Дети несколько лет отправляли тысячи писем Серёже Каховскому, считая его реальным человеком; по сведениям В. Разумневича (1986), письма продолжали приходить. Помимо журнала «Пионер», письма отправляли в издательство «Правда» и в московский Дом детской книги (при издательстве «Детская литература»). Так, автор одного из писем указал на конверте «Москва. Редакция. Серёже Каховскому» и написал, что он тоже Серёжа и что он хочет быть таким же сильным и смелым, как Серёжа, хотя таковым пока не является; мальчик просил дружить с ним. Школьница тринадцати лет Лена Александрова, автор другого письма, хотела переписываться с ребятами из произведения и спрашивала у редакции «Пионера», есть ли они на самом деле. По оценке Щупова, читатели часто связывали стойкость героев с чилийскими событиями.
Э. Сандалова в 1982 году проанализировала восприятие романа подростками конца 1970-х годов исходя из наблюдений, выполненных сотрудниками московских библиотек на основе бесед с читателями (Челябинская область), детских сочинений и писем, присланных из разных регионов. Исследователь заключала, что роман ответил на «духовные потребности читателей», как в плане раскрытия значимых для подростков «социальных, нравственных и этических» вопросов, которые связаны со взрослой жизнью, чувствами и отношениями между людьми, так и с точки зрения формы, которая соответствует восприятию читателей-подростков; «нравственно-эстетический» посыл романа совпадает с их «эстетическими ожиданиями». По оценке Сандаловой, автор удачно совместил правдивость в изображении сложностей и противоречий жизни (что было подано с необычной для подростка перспективы) и романтическую направленность — это сочетание оказалось тем, что нужно подростку. По мнению исследователя, роман положительно влияет на оценку подростком своих возможностей, на его «нравственное самоутверждение». Сандалова отметила индивидуальное отношение читателей, разнообразие мнений, «эмоциональные и заинтересованные» дискуссии, спонтанные споры о содержании произведения. Читатели положительно оценивали «нравственную зрелость» и «взрослость» героя, знакомую для них обстановку; кроме того, подростки доверяли автору ввиду его авторитета, поскольку он являлся создателем кружка, подобного «Эспаде». Сандалова приводила слова детей, которые утверждали, что будут вспоминать книгу, когда вырастут. С точки зрения одних, главный герой не реалистичный, а выдуманный; с точки зрения других, они знали таких, как Серёжа, он правдоподобен, за исключением деталей (возможность справиться с бандитом); эта группа читателей считала, что «можно и нужно» становиться таким же «смелым, гордым, благородным, чутким». Как писала Сандалова, суть романа выражается читателями в словах «один за всех и все за одного». По её оценке, подростки восторгались дружбой и преданностью делу в «Эспаде»; читатели положительно упоминали повторяющиеся в романе моменты с призывом «не тронь товарища!» и отмечали места, где описывается дружба; эпизоды с Олегом, который объединил ребят; страницы, рассказывающие о «коллективном чувстве чести», «смелости и гуманности одиннадцатилетнего рыцаря» Серёжи.
Э. Сандалова приводила примеры читательских отзывов. Так, пятиклассник Олег говорил, что раньше читал фантастику Беляева, но в сравнении с Беляевым роман «понравился больше», поскольку «там придумано, а здесь — жизнь!». По словам школьника-четвероклассника, «весёлая» книга «как бы ободряет душу человека, и хочется быть… как Серёжа». Сергей П. (город Славянск) сообщил, что плакал от восхищения героями из клуба «Эспада», а Светлана Т. (Салехард), по её словам, при чтении плакала «хорошими, светлыми» слезами. Сандалова писала, что авторы писем в Дом детской книги, четвероклассники, пятиклассники и шестиклассники, либо уже создали аналог клуба из книги, либо собираются его создать и хотят посоветоваться. Так, Таня Макарова (4-й класс, Оренбургская область) вместе с товарищами создала команду «Эспада» со своим знаком и девизом; после прочтения книги школьница «полюбила звон клинков, фехтование, птицу из стали в руке». Таня писала стихи, посвященные «Эспаде». Юра В. в письме утверждал, что «задумался о себе», прочитав роман, и его мама считала, что он сильно изменился.
Литературный критик И. Мотяшов в 1983 году, оценивая популярных героев-детей детской литературы (вторая половина 1970-х годов — начало 1980-х годов), упоминал Серёжу Каховского как «вымышленного, обобщённого» героя в сравнении со сказочными (Мальчик-с-пальчик, Мальчиш-Кибальчиш), реалистичными (Том Сойер, Мишка Додонов) героями и героями с реальными прототипами (Саша Коновалов). По данным редколлегии журнала «Детская литература» (1998), результаты исследования, которое выполнил в 1980-е годы Московский Дом детской книги, показали, что герой романа оказался «рядом с гайдаровским Тимуром». По результатам опроса 265 детей в 1997 году (Ярославль), роман вошёл в число любимых книг вместе с такими произведениями, как «Два капитана», «Таинственный остров», «Хроники Нарнии», книгами М. Рида, А. Конан Дойля и другими. «Энциклопедический словарь русского детства», составленный культурологом С. Борисовым, содержит статью о Серёже Каховском.

### Образ главного героя
В образе Серёжи Каховского наиболее полно воплощается главный в творчестве Крапивина тип героя-протагониста. Этот популярный образ получил название «крапивинские мальчики». Исследователи отметили трудную судьбу героя, который растёт без матери, давно умершей, и хранит её фотографию; он нечасто общается с отцом, занятым на работе. Мачеху, тётю Галю, Серёжа не воспринимает как близкого человека. Несмотря на смерть матери, он не ожесточился и не упал духом; Серёжа — «честный, справедливый и смелый „книжный“» мальчик, которому свойственно обострённое чувство справедливости. Автор показывает трудный период взросления подростка, переломные моменты в жизни героя, его «звёздный час». 
Критик Л. Белая связывала популярность Серёжи Каховского с его непримиримостью, бескомпромиссностью и бесстрашием, постоянной готовностью бороться за человеческое достоинство, отстаивать «правду, справедливость, честь», защищать младших ребят от злоупотреблений властью со стороны старших. По её мнению, Крапивин отважился высказаться о плохом прямо и создал образ «подлинного бойца», хотя Серёжа Каховский не обладает особенной физической силой. Критик полагала, что в образе Серёжи, который часто вступает в неравный бой и не обязательно побеждает, много общего с Дон Кихотом, чьи поступки всегда определялись благородными порывами. По её мнению, хотя Серёжа не всегда действует правильно, в его образе (как и в Дон Кихоте), воплощается «идеал нравственного совершенства», стремления бескомпромиссно противостоять социальному и повседневному злу. Этот идеал, по мнению Белой, осовременен и приближен к реальности; Серёжа Каховский наследует гайдаровскому Тимуру, но отличается как от него, так и от Мальчиша-Кибальчиша, и имеет ряд черт обычного школьника. Журналист С. Цымбаленко в рецензии на вторую повесть отметил чувство собственного достоинства и «крепкий характер», которые помогают Серёже в его непримиримой борьбе за правое дело. 
Согласно литературоведу Г. Тубельской, Серёжу отличает «духовная несгибаемость»: так, при встрече с хулиганами герой преодолевает свой страх и не даёт им обыскивать себя; он вовлекается в защиту ребят, когда Дзыкин собирается проколоть их общий мяч. В то же время Тубельская полагала, что характер главного героя показан в развитии и не упрощён автором: Серёже свойственны не только нравственная сила, но и мягкость, задумчивость, мечтательность, душевная тонкость. Литературный критик Н. Кузин, рассматривая Серёжу Каховского в сравнении с Леркой из повести «Озёрный царь» и Алёшей из повести «Лётчик для Особых Поручений», отметил, что качества «одиноких» героев не соответствуют их возрасту, им присуща «зрелая» рефлексивность. Этот подход к психологии критик посчитал упрощённым, Серёжа и Алёша из «Лётчика…» показаны как изначально «интеллектуальные, влюблённые в поэзию». Литературоведы Е. Посашкова и М. Мещерякова тоже отмечали, что автор оставляет за рамками повествования причины и обстоятельства духовного становления героя и сам процесс самосознания личности. Серёжа Каховский как личность уже сформировался; он обладает внутренней красотой и автономией и лишь реализует свой скрытый потенциал, показывая «силу, стойкость и мужество». Как полагали исследователи, образ героя в его «звёздный час» оказывается чисто романтическим, его «цельный характер… очищается от всего случайного, мелкого, приземлённо-бытового»; в эти судьбоносные моменты не происходит никаких душевных переживаний. Литературовед В. Эйдинова отметила сложные переживания героя, включающие и чувства, и мысли и являющиеся ответом на противоречия жизни. Критик Н. Байко, положительно оценивая авторское внимание к детству, посчитала Серёжу типажом мальчика-фантазёра, который встречается в детской литературе.
Литературный критик И. Мотяшов, отмечая равноправие книжного и реального в художественном мире писателя, считал, что образ главного героя в первой части выходит за рамки обычного мечтателя: Серёжа отождествляет себя со сказочными всадниками и старается действовать так же благородно, как и они, с «мужеством и убеждённостью». Н. Кузин обратил внимание на одиночество Серёжи, который не находит общего языка со сверстниками и обижается на начальника лагеря; единомышленниками героя оказываются взрослые: вожатый Костя и журналист Алексей Борисович. Герой справляется с «болезнью одиночества» во второй части трилогии. Литературный критик С. Николаева отметила «рыцарственность» и нравственный максимализм главного героя, что приводит к частым конфликтам с окружающими; Серёже Каховскому свойственны «душевная тонкость, благородство, чувство собственного достоинства»; он сразу чувствует несправедливость, воспринимая чужую обиду как свою, и стремится защищать слабого. Как отмечала Николаева, при необходимости самому герою помогут сказочные конники; во второй повести Серёжа оказывается уже в коллективе, где его идеалы разделяют, он более не замкнут в себе: победить хулиганов герою, по его собственным рассуждениям, помогает коллектив, который служит «источником мужества». По оценке критика Е. Горшуновой, Серёжа не видит себя без друзей и без клуба «Эспада», который прививает ребятам «чувство товарищества» и коллективизм. Критик отметила «обострённое чувство справедливости и ответственности» героя, который заступается за второклассника или выходит на бой с хулиганами. Серёжа выступает как против избиений Стасика его отцом, так и против Дзыкиных, которые «вредят, гадят, хапают», хотя иногда взрослые воспринимают его как «конфликтного мальчика». Ответственность Серёжи, по мнению, Горшуновой, распространяется не только на близкие события, но и на происходящее вдали: герой переживает за судьбу чилийских детей после фашистского переворота.
Литературовед Е. Зубарева отметила, что Серёжа преодолевает себя, чтобы «хорошо было другому»; в трилогии это оправданное изменение в характере героев Крапивина основано на «сопереживании, вызванном дружбой» (в повести «Оруженосец Кашка» оно было намечено в ситуации, когда девочка из-за влюблённости помогает победить мальчику). В подростке растёт «чувство товарищества» (вторая часть трилогии): Серёжа начинает заботиться о младших (Митя и Стасик), защищая их от обидчиков и одновременно идя ради них на жертвы. Исследователь проанализировала момент преодоления во время финальных боёв в клубе «Эспада» и отметила, что борьба и колебания во внутреннем монологе героя проходят несколько стадий. Серёжа первоначально ставит в центр себя и движим спортивным азартом и желанием стать чемпионом; затем он начинает сомневаться в честности победы над уставшим Митей, хотя эгоистично оправдывается перед собой, будто всё честно. Герой задумывается о вине перед Митей и о том, «дерётся ли он против совести». Чтобы принять верное решение, Серёжа ставит себя на место «тихого, щуплого пацана» и приходит к мысли, что тому победа нужнее; поскольку Митя сражается в полную силу, его победа будет честной. Серёжа поддаётся так, чтобы Митя не заметил, его поступок не является показным. Литературовед Л. Долженко так выразила идеи автора: Серёжа ввиду своих изначальных качеств («природная чистота») в процессе воспитания буквально воспринял моральные нормы, чего от него не ожидали, и стал действовать в соответствии с ними (ситуация со вскрытым письмом, защита Стасика). 
Литературовед С. Москаленко писала, что «смелый, отчаянный и честный» Серёжа зачастую идёт на риск и стремится к победе в любой трудной ситуации, даже если силы неравны. Играя в рыцарей в своём воображаемом мире, герой оказывается в роли «взрослого и благородного человека». На рыцарскую романтику, по мнению Москаленко, указывает и название произведения, и сам образ «мальчика со шпагой», в котором смелость сочетаются с застенчивостью. Москаленко, рассматривая создание образа Серёжи, отметила, что автор начинает с внутреннего мира героя, в то время как характеристики внешности, сведения о возрасте и имени оказываются вторичными. Духовный мир героя раскрывается в диалоге с уборщицей на станции, из этой беседы видны «вежливость и доброта» мальчика, а также его одиночество; по словам Москаленко, эпизод, когда Серёжа знакомится с бездомным псом, помогает показать внутренние качества героя. Москаленко помещала произведение в традицию русской литературы, литературы Древней Руси, для которой, как и для романа Крапивина, были характерны назидательность и нравоучения; исследователь усматривала продолжение традиции в таких значимых для духовного роста героев качествах, как «честь, доблесть, отвага». В этой связи Москаленко отметила «нравственно-эстетический урок» второй повести и явные изменения в личности героя, что заметно при сравнении первого и последнего диалога произведения: если в начале романа Серёжа демонстрирует сочувствие к собаке, то в концовке он показан «воинственным, решительным», нацеленным на решение общих задач. 
Литературный критик Р. Арбитман, в рамках критической дискуссии о нереалистическом, идеализированном образе героя в творчестве Крапивина, негативно оценивал «„пионерскую“ экзальтацию всех этих „мальчиков со шпагами“…уверенных непоколебимо, что „добро должно быть с кулаками“», отмечая, что современные подростки не имеют ничего общего с «холодновато-безупречным „мальчиком со шпагой“».

### Конфликт в трилогии. Дети и взрослые
По сравнению с бытовыми конфликтами ранних произведений («Тень Каравеллы», «Та сторона, где ветер», «Оруженосец Кашка»), в романе представлен новый тип конфликта, который играет роль в сюжете: между детской организацией и облечёнными властью лицами, которые оказываются неправы. Автор не приемлет «подлость, равнодушие, чёрствость». Как писала Л. Долженко, создание таких неформальных объединений, как «Эспада», связано со стремлением детей утвердить отличные от взрослого мира нормы и устои. «Эспада» привлекательна для детей, несмотря на сложные правила и строгую, практически воинскую дисциплину; в клубе нет притеснения и препятствий для самовыражения, там «царит поистине рыцарская атмосфера», с униформой, клятвами и ритуалами. С. Николаева полагала, что с позиций писателя детство имеет право «судить недостатки взрослых». Согласно литературоведу И. Банах, в романе представлен один из вариантов ответа на вопрос о нравственном выборе; эта проблема остро стояла в советской детской литературе периода с конца 1960-х до середины 1980-х годов (эпоха «застоя»). По мнению Банах, автор последовал раннесоветской традиции, для которой вопрос разрешался в публичном пространстве.  
Как полагала Е. Зубарева, в произведении наиболее полно отразилась авторская концепция: в течение трилогии происходит возмужание подростка, который противостоит злу в его различных формах, «от хулиганства до воинствующего мещанства». Зубарева отметила, что автор разрешил проблему замкнутости конфликтов в «мире детства», в микромире; проблему, свойственную его ранним произведениям. В романе конфликт выходит за рамки отношений между детьми. Автор рассматривает, как подросток преодолевает и себя, и среду, а также исследует как конфликты между детьми, так и конфликты, связанные со взрослым миром, который в других произведениях служит фоном: с начальником лагеря, с уголовником Гавриком, с отцом Стасика, с домоуправляющим Сыронисским и его работниками. Миры детства и взрослых (микромир и макромир) взаимодействуют между собой и в мечте. По словам литературоведа, после воплощения в образе всадников мечта сохраняется и развивается, поскольку герой теперь сам хочет быть всадником, чтобы помогать другим; его характер такой же, как и у всадников, и у Алексея Борисовича. По мнению И. Мотяшова, автор утверждает «гражданскую активность подростка в его борьбе за честь и… достоинство», «преемственность мужества» в борьбе за «высшие идейно-нравственные ценности»: Серёжа наследует всему «доброму, честному, настоящему, прекрасному», у него есть и друзья, и песни, и клятва, и всадники «Гренады», и красный галстук, и золотой угольник капитана. По мнению Мотяшова, писатель вопреки «ложнопедагогической морали» считает, что школьник может и должен отстаивать свою правоту перед учителем, бороться и, если необходимо, драться за справедливость, честь и достоинство; врагами, противостоять которым нужно по-разному, являются как уголовники, так и «воинствующие собственники» Дзыкины, и «домашний садист» Грачёв-старший. Отказ от борьбы для Крапивина тождественен измене нравственным принципам, он ставит человека на путь цинизма, пошлости и обывательской жизни. Герой демонстрирует «неслыханную дерзость», когда, невзирая на авторитет, публично характеризует чтение начальником лагеря детских писем как подлость. Как полагала Л. Белая, Серёжа сознательно вступает в конфликты (как в случае с Тихоном Михайловичем), поскольку целенаправленно борется с отождествлением формального авторитета с авторитетом личности, когда детей учат «слепому преклонению перед авторитарной силой».
Критики обратили внимание на встречу героя с дядей Витей. Согласно Зубаревой, конфликт с дядей становится для Серёжи наиболее значимым испытанием: дядя Витя сначала описывается положительно, как внешне симпатичный человек, умеющий слушать другого, однако выясняется, что он не допускает другой точки зрения и что для него «борьба за переделку жизни» является отвлечённым философским вопросом, но не жизненной философией. По мнению Зубаревой, здесь сталкиваются две жизненные позиции, олицетворяющие прошлое и будущее, и позиция героя одерживает победу. В контексте проблематики произведения Белая считала ключевым диалог героя с дядей Витей, в котором речь идет не столько о его будущей профессии, сколько о том, каким человеком Серёжа станет. Белая отмечала, что для Серёжи идеал настоящего человека (и педагога) воплощает Олег Московкин, герои полностью понимают друг друга, и неразрешимые конфликты между ними (как и между друзьями Серёжи и Олегом) невозможны. Критик Е. Горшунова также отдельно рассмотрела нравственное испытание героя — встречу с дядей Витей, серьёзным ученым-археологом, который предан своему делу и имеет научные достижения. Сначала дядя Витя симпатичен и интересен Серёже, но затем герой начинает изменять свое отношение и конце концов они выясняют собственные позиции в споре. Дядя оказывается ярым индивидуалистом, безразличным к окружающей действительности, это человек со «скудной и холодной» душой, эгоцентрик и прагматик. Виталий Александрович, согласно критику, демонстрирует «удобную» философию «образованного и…респектабельного обывателя». Этой философии, по мнению Горшуновой, противостоят «коллективизм, вера в справедливость… гражданственность» героя. Как писала Л. Долженко, дядя Витя, который считает, что «здравая мысль» должна победить «сумбурное трепыхание чувств», поняв, что Серёжу не переубедить, уезжает, защищая «свой „учёный“ покой от порывов мальчика». 
По мнению Зубаревой, трилогию отличает от других произведений писателя разнообразие образов взрослых, как романтических (Алексей Борисович), так и показанных явно сатирически («бдительная» мещанка Дзыкина, учительница Нелли Ивановна с «рассерженными очками» и «раздражённым голосом», Сыронисский и его работники), и развитие образов из ранних произведений писателя, повестей «Та сторона, где ветер» и «Валькины друзья и паруса». Образ дяди Вити с его «тихим мещанством» показан по-другому. По мнению С. Москаленко, образы отрицательных героев, характеризующихся «лицемерием, подлостью, высокомерием» (как, например, Дзыкина «с булавочными и лютыми глазами», Петя Дзыкин с «сиреневой рожей» и другие) и появляющихся ненадолго, полноценно раскрыты автором. Е. Горшунова посчитала образ Олега Московкина отражением опыта самого Крапивина. Как отмечала Л. Белая, Олег периодически конфликтует со «злобными обывателями», которые представляют «улично-домовую „общественность“», и с некоторыми родителями ребят из «Эспады», и с учителями. Как полагала Л. Долженко, в романе нет упрощённого разделения детей и взрослых; последние могут быть «добрыми» (например, Алексей Борисович, Олег Московкин, отец Серёжи, Саша — брат Генки) и «злыми» (Тихон Михайлович, Сыронисский, некоторые учителя); для Серёжи между первыми и вторыми есть чёткое различие. Если «злым» дети безразличны, даже если они заявляют обратное, то «добрые» ориентированы по отношению к детям на любовь и понимание, способны на эмпатию. Как отмечала Долженко, для автора недопустим формализм в общении с ребёнком, оно требует максимальной отдачи. Как заключала Долженко, в борьбе «добрых» и «злых» победа над «прагматиками» оказалась проблематичной, клуб «Эспада» фактически распался: удалось добиться справедливости и спасти репутацию клуба, однако он лишился помещения. Литературовед И. Сергиенко оценивала образы Гути и Сенцова как нечастый у писателя типаж привлекательного и умеющего говорить хулигана, который сознательно занимает антиобщественную позицию. С. Цымбаленко, рассматривая отношение героя к маленькому Стасику, отмечал, что Серёжа прежде всего пытается избавить малыша от привитого взрослыми чувства страха, из-за которого тот превратился в «беспомощного и жалкого» мальчика, способного на низкий поступок. Л. Долженко считала, что в образе Стасика Грачёва представлен ребёнок с задержкой в развитии, а Данилку Вострецова характеризовала как гипертимного.

### Гайдаровские мотивы, сказочность и романтика
Литературоведы И. Сергиенко и И. Банах отмечали, что мир романтики и героизма, предмет мечтаний Серёжи и других персонажей из книг Крапивина, связан с культурным и историческим контекстом 1960-х и 1970-х годов. Устоявшиеся схемы «настоящей мужской героики» того времени сочетали в себе, с одной стороны, обращение к зарубежной приключенческой литературе (куда входили «культ морских странствий», схватки с «флибустьерами, пиратами», путешествия к «экзотическим… далеким странам»), а с другой стороны, трактовку двух войн, Гражданской и Великой Отечественной, в духе героического эпоса. В трилогии всадники в будёновках — красные конники — символизируют «активное, деятельное добро». Образы «всадников „Гренады“» отсылают к красным конникам времен Гражданской войны, которые, в свою очередь, представляли для шестидесятников, по словам Сергиенко, «революционный героизм, самопожертвование и борьбу за счастье народа». Распространённые у Крапивина мотивы звуков трубы и сказочных летящих коней («Тень Каравеллы») конкретизируются в образе чудесных всадников. Романтическая символика фигурирует в заглавиях: летящие кони («Всадники на станции Роса») и шпага, последняя отсылает к «дворянской чести и мушкетёрской дружбе». Как писала Сергиенко, спасение героя в конце повести осуществляется с помощью приёма «deus ex machina», который часто используется Крапивиным. 
Г. Тубельская отметила тесную близость автора к традиции А. Гайдара, включая похожие образы и интонации, как, например, спасение Серёжи пятёркой кавалеристов (у Гайдара в «Р. В. С.» героя в трудный момент спасает всадник с красной звездой) или эпизод с обретением четвероногого друга (описание стилистически напоминает «Голубую чашку»). С точки зрения Тубельской, писатель, как и Гайдар, относится к ребёнку с уважением и без снисхождения. Так, отношение Крапивина к уходу («восстанию») героя из лагеря явно положительное. Тубельская полагала, что важнее не факт следования Гайдару или внешнее сходство, а близость мировоззрения двух писателей: подобно тому, как Тимур был на порядок нравственнее своих ровесников, Серёжа Каховский иногда выглядит старше своего возраста, в том числе и в плане гражданского сознания. Критик полагала такой приём оправданным при наличии «достаточной художественной чуткости»; подросток представляет собой «человека близкого будущего». Е. Горшунова отметила и близость самого образа главного героя к Тимуру из произведений Гайдара. Жизнь Серёжи, по её мнению, «яркая, увлекательная, романтичная», его можно назвать «сегодняшним Тимуром» . Образ героя, по мнению критика, становится понятным исходя из рассуждений самого писателя о Тимуре, которому, по мнению Крапивина, свойственны горячая «любовь к своей революционной стране и бескомпромиссность в борьбе со злом».
По мнению И. Мотяшова, «чудо» со спасением Серёжи напоминает аналогичное событие в «Алых парусах» А. Грина: мечта и действительность ненадолго соприкасаются, в результате чего происходит «наглядное торжество правды» и герой заново обретает веру. «Чудо», согласно Мотяшову, имеет место и во второй повести, когда Серёжа специально проигрывает бой Мите, так как тому необходима победа, чтобы избавиться от неуверенности. Как полагал Мотяшов, благодаря этому «чуду» Митя впоследствии не трусит перед четырьмя хулиганами, поскольку уступить им означало обесценить его победу в турнире; Серёжа, в свою очередь, сталкиваясь со шпаной, побеждает страх, поскольку верен своим принципам, он морально сильнее врагов. Сказочный элемент (сказка о всадниках), по мнению Кузина, является деталью, которая помогает раскрыть внутренний мир героя, в отличие от повести «Лётчик для Особых Поручений», где сказочность выходит на первый план. Е. Посашкова и М. Мещерякова, рассматривая неустранимое противоречие в поэтике Крапивина — сочетание романтики и дидактики («дидактическая заданность сюжета»), — выделяли ключевой эпизод со студентами-кавалеристами: в момент спасения Серёжи от злодеев смешиваются романтика и действительность, сказочный мотив «овеществляется» и служит дидактическим целям. По мнению исследователей, эта попытка разрешить конфликт неубедительна, сказочно-романтический элемент выглядит чужеродным в реалистическом художественном мире. Как отмечала Л. Долженко, ребёнок оказывается незащищённым перед лицом зла, однако ввиду природы самого детства сохраняет оптимизм и воображает защитников — «больших добрых всадников», которые всегда помогут, — уже в «мире фантастическом». Согласно Долженко, добрые всадники имеют типологическую связь с чудесными помощниками из волшебной сказки, и в то же время они «достоверны и реалистичны» с психологической точки зрения. Литературовед Н. Богатырёва считала воплощение мечты главного героя в виде всадников частным у Крапивина мотивом. Этот мотив, восходящий к фольклору, связан с наградой герою, который молит о чуде и верит в него. В то же время в романе, в отличие, например, от повести «Баркентина с именем звезды», где считалка-закличка становится мощным заклинанием, появление всадников имеет не волшебное, а реалистическое объяснение (обычные люди хотят помочь Серёже).
Литературовед А. Синицкая, рассматривая творчество писателя как отражение исторической эпохи и социальных проблем через описание «встречи с Неведомым», полагала, что Крапивин переосмыслял гайдаровский эпос и советские идеологемы, в ходе чего «революционная шашка» трансформировалась в шпагу. Прорыв в Неведомое, то есть к идеалам «той единственной, гражданской», доступен только детям: именно Серёжа Каховский встречает гайдаровских конников, своих заступников. Наложение друг на друга образов революционной романтики и мистических мотивов, по мнению Синицкой, в трилогии приводит к практически «маньеристской утончённости»: в эпизоде с грёзой о всаднике показан переход из обыденности в другой мир, созданный детской фантазией. Это психологизированное, эмоционально-нагруженное описание, согласно Синицкой, отсылает к немецкому романтизму, прустовским воспоминаниям и детской игре. Фантазия героя содержит истину (тайну или чудо), которая определяет события в его жизни. Как полагала Синицкая, в трилогии прямые отсылки к Гайдару и говорящая фамилия главного героя сочетаются с игровым «фрондёрством»: «мушкетёрская бутафория» напоминает закрытый рыцарский орден со своей практически «мистической тайной», «кодекс чести» героев не выглядит пионерским, а нравственным ориентиром служит не слишком соответствующий советской идеологии роман «Три мушкетёра».
Сам Крапивин в интервью 1995 года объяснял симпатии к красным конникам тем, что вырос на книгах Гайдара, хотя позднее стал смотреть на историю шире, положительно оценивая честные и благородные устремления героев с обеих сторон — и красных, и белых.

### Инициация подростка и выстраивание героической идентичности
Л. Долженко обратила внимание на проблематику инициации как этапа в социализации мальчика, его взросления. В этом контексте самоутверждение ребёнка связано с его способностью физически постоять за себя, то есть как минимум иметь некоторое мужество — «терпеливо переносить боль… отвечать на силу силой», то есть быть готовым к обычной драке. Как полагала Долженко, автор подробно исследовал этот вопрос во второй части трилогии. Одни воспитанники, которым прививали «рыцарство, отвагу и благородство», по разным причинам (отсутствие воли, запуганность, минутная слабость и т. д.) струсили перед лицом грубых и сильных хулиганов. Другие, как Серёжа и Митя, смогли ей противостоять; по оценке Долженко, они воплощают авторские представления о том, как нужно действовать: наличие зла в мире означает, что с ним следует активно бороться, со всеми его проявлениями. Долженко, рассмотрев эпизод боя с хулиганами, отметила, что Серёжа, хотя и испытывал сильный страх, не показывал его, вёл себя «уверенно и находчиво», пытаясь преодолеть свою эмоциональность. Из-за сильного потрясения страх проявился у подростка позднее: он вызвал озноб и обострил его ощущения до такой степени, что Серёжа смог воспроизвести все детали произошедшего (включая описание ножа). Долженко приводила объяснение отца Серёжи, который сравнивал событие с опытом на войне, после чего «даже взрослым… передышка нужна».
Жизнь Серёжи проходит культурных и повседневных реалиях, представляющих собой мужской мир, который находится, по словам И. Сергиенко, «на пике актуализации милитаристской парадигмы». Сергиенко, рассматривая конфликт «крапивинских мальчиков» с криминальной средой в контексте маскулинной социализации, превращения мальчика в «настоящего мужчину», «капитана» и т. д., отметила, что, вероятно, наиболее значимым для главного героя является cложный и многосторонний процесс формирования его «героической идентичности». По мнению Сергиенко, «присвоение героического дискурса», помимо связи с культурным контекстом того периода, играет существенную роль в гендерной социализации героя. В качестве иллюстрации исследователь рассматривала ключевой эпизод второй части — драка Серёжи с хулиганами и вооружённым уголовником. В ходе выстраивания идентичности Серёжа преодолевает свой страх (боязнь показать «девчоночьи» чувства — расплакаться или обидеться) и интегрируется в «мужскую героическую традицию». Эта интеграция включает идентификацию себя как с «неформальным братством, почти сакральным мужским союзом» (клуб «Эспада»), так и с мальчиком-революционером из Чили. Ассоциация с чилийским мальчиком, по мнению Сергиенко, возводит действия героя до уровня глобальной борьбы со злом. Герою требуется одобрение со стороны других представителей мужского братства. В этом контексте Сергиенко отмечала сюжетные перипетии, связанные со «всадниками „Гренады“». Серёжа сопоставляется с мушкетёрами, когда о нём публикуется заметка «Есть мушкетёры!», что представляет собой типичную для Крапивина «эстафету героев» (включение мальчишек в череду персонажей из литературных произведений и реальной истории), причем, как отмечала Сергиенко, сам герой считает такое сравнение нормальным, хотя и обладает немалой способностью к самоанализу. Заметка в газете выступает в качестве «символического поощрения» после прохождения героем испытания. Примером передачи мужских символических ценностей являются воспоминания отца Серёжи о том, как он однажды сражался с браконьерами. В русле этого анализа И. Банах отметила преданность Серёжи «настоящему мужскому коллективу», что для героя-подростка является счастьем.

### Трилогия как цикл. Композиция и художественное время
Исследователь А. Карпукова считала, что трилогия является не столько единым произведением, сколько циклом, и выделяла типичные для цикла особенности: один главный герой, общая для трёх повестей тема, общий замысел, один рассказчик, сквозные герои и использование одного жанра. Исследователь указывала, что трилогия с самого начала планировалась как цикл, и отмечала «строгую последовательность» в расположении её частей: лишь взятые как целое они имеют «эстетическую значимость», характерную для цикла. Карпукова рассмотрела композицию трилогии и сделала вывод, что произведение структурно выстроено как «цикл в цикле», как «система кругов»: в каждой части повествование возвращается к более ранним событиям (через воспоминания Серёжи), происходит их наложение на происходящее. Экскурсы в прошлое, по мнению исследователя, помогают раскрыть психологию героя, описать его взросление и становление личности. Так, в повести «Всадники на станции Роса» используется следующая последовательность: события на станции — воспоминания о лагере — воспоминания о всадниках (два года назад) — снова воспоминания о лагере — события на станции. Карпукова отметила композиционные и содержательные отличия трилогии от другого цикла писателя — пенталогии «Мушкетёр и фея», которая была написана примерно в то же время. Если «Мальчик со шпагой» имеет «лирико-романтическую» направленность, то пенталогия — по большей части юмористическую; в трилогии отсутствуют временные интервалы между частями, всё действие укладывается в один год (в цикле «Мушкетёр и фея» интервал между повестями составляет один год), события повестей следуют друг за другом. Подобный подход Карпукова объясняла тем, что в «Мальчике со шпагой» автору важно показать процесс взросления и становления личности подростка, у которого чувственное восприятие постепенно уступает место анализу и рефлексии: Серёжа Каховский, в отличие от дошкольника и затем младшего школьника Джонни Воробьёва, постоянно размышляет над собой и окружающим миром, выстраивает умозаключения, устанавливает причины и следствия. «Неразрывность временных промежутков» соответствует «непрерывным размышлениям» героя.
Карпукова обнаружила в трилогии повторяющиеся «циклообразующие элементы» — художественные детали и цветовую гамму; оба элемента связываются с психологическими аспектами. Так, художественная деталь «шарики» — в виде водяных шариков, шариков репейника, красного клевера, шмелей как шариков — встречается в двух первых повестях (а также в цикле «Мушкетёр и фея»). Карпукова, отмечая распространённость у Крапивина такого элемента, как цветовая гамма (например, в повести «Оранжевый портрет с крапинками»), проанализировала оранжевый цвет и близкие тона: жёлтый, рыжий, огненный, медный, золотой, ржавый, пшеничный и др. По её мнению, эти цвета, активно присутствующие в произведении, имеют положительный, часто юмористический подтекст (как в случае Данилки Вострецова). Жёлтый цвет ассоциируется с «добром, счастьем, дружбой, верой в будущее»; в качестве примера исследователь приводила герб «Эспады» — яркий оранжевый щит с изображением всадников, которые мчатся по огненному полю. Серёжа вспоминает «жёлтые облака» в период испытаний; в другой раз он думает о «жёлтых светящихся окошках» родного дома, их отсутствие вызывает у него тревогу. Портретное описание Данилки Вострецова включает его характеристику как «рыженького», отмечаются его золотые или огненные вихры, «рыжая лохматая голова». Здесь, по мнению Карпуковой, прослеживается связь с личными качествами героя как «весёлого, непоседливого, хитрого, гордого и свободолюбивого, как огонь», и с его предназначением барабанщика. У положительного персонажа Алексея Борисовича — «пузатый жёлтый портфель»; дядя Витя в момент своего появления, когда он ещё воспринимается Серёжей положительно, также описывается в жёлто-коричневых тонах (коричневая лысина, жёлтые чемодан и трусы и т. д.). 
С. Москаленко рассмотрела авторский подход к художественному времени и характеризовала время трилогии как «открытое», вписанное в широкий исторический период. Москаленко отметила обращение автора к неклассическим формам репрезентации времени, что связано с «изображением вневременного и «„вечного“». Воспоминания и внутренние монологи ориентированы на эмоциональное вовлечение в происходящее, прежде всего на сопереживание. Москаленко обратила внимание на использование писем, которое позволяет прояснить ранние события в качестве причин более поздних событий. Так, письмо, прочитанное начальником лагеря, открывает главную сюжетную линию и способствует созданию интриги, так как об этих событиях рассказывается позже, чем они случились. Как отмечала Москаленко, совмещение прошлого и настоящего связано с лирической и романтической направленностью произведения: конфликт с «лицемерием, хамством, низостью» разворачивается в разные периоды жизни героя и не зависит от его возраста. Другим авторским приёмом является замедление времени (как в первой сцене трилогии, когда Серёжа находится на станции), что помогает раскрыть внутренний мир героя и делается, например, через пейзаж. По мнению Москаленко, у читателя остаётся ясное впечатление о человеческих качествах героев, тогда как хронологическая последовательность множества событий, быстро сменяющих друг друга, не слишком очевидна. Раскрытие «вневременных типов», включая описание «вечных» человеческих пороков, по мнению Москаленко, позволяет автору выйти за рамки настоящего времени, «подняться» над временем. Москаленко считала, что упоминание в тексте ряда книг («Дон Кихот» Сервантеса, «Робинзон Крузо» Д. Дефо, «Три мушкетера» А. Дюма, «Приключения Тома Сойера» М. Твена, «Пятнадцатилетний капитан» Ж. Верна) является частью смыслового пространства произведения и служит для выражения главной идеи автора.

## Продолжения
В 1994 и 2006 годах были опубликованы два романа-продолжения, «Бронзовый мальчик» и «Рыжее знамя упрямства», события в которых отнесены, соответственно, к девяностым и нулевым годам. Трилогия получила название «Паруса „Эспады“». В продолжениях действуют некоторые персонажи «Мальчика со шпагой»; так, Олег Московкин в «Бронзовом мальчике» является директором детского дома. В заключительной части трилогии встречаются капитаны «Эспады» Даниил Вострецов и Сергей Каховский. Согласно литературоведу Н. Свитенко, в основе сюжетов всех трёх произведений лежит ценностный конфликт между героями — «крапивинскими мальчиками», нравственными максималистами, которые воплощают диалогическое сознание, — и носителями авторитарного сознания с его косностью, конформизмом, деструктивностью и т. д. По мнению Свитенко, основные идеи трилогии выражены в «Рыжем знамени упрямства», в обсуждении возможности изменить мир, преодоления рациональности, потребительства, «„фонового“ существования и построения соборного „парусного“ братства». В двух романах-продолжениях называется город, где происходит действие трилогии: Преображенск, который до 1991 года носил название Краснодзержинск. Город является крупным и континентальным, в нём угадывается Екатеринбург.
В «Бронзовом мальчике» затрагивался вопрос о перспективах неофициальной детской организации в новых реалиях. Как отмечали исследователи, в романе автор предпринял попытку защитить советского пионера как героя детской литературы в условиях «тотального отрицания советского идеала ребёнка». В то же время Н. Богатырёва отмечала, что в «Бронзовом мальчике» акценты сместились: в романе фигурирует белый офицер, расстрелянный в Крыму во время Гражданской войны. Публицист Е. Савин писал, что «Бронзовым мальчиком» автор хотел привлечь читательское внимание к первому роману.

## Адаптации
В 1974 и 1975 годах, соответственно, на Центральном телевидении (Главная редакция программ для детей, телестудия «Орлёнок») были поставлены спектакли «Всадники на станции Роса» (реж. Н. Зубарева, актёры В. Никулин, П. Щербаков и другие) и «Мальчик со шпагой» (реж. В. Кеворков). Оба телеспектакля считаются утраченными с 1990 года.

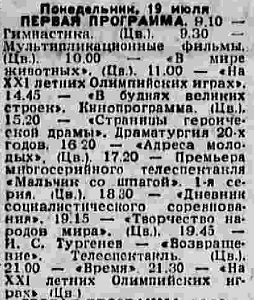
Программа передач с указанием премьеры телеспектакля «Мальчик со шпагой» на Первой программе Центрального телевидения СССР (1976 год)

Сюжет «Всадников…» точно воспроизводил сюжет повести. Журналист Ю. Матафонова отметила, что в постановке утрачен «дух» оригинала, идеи повести не реализованы и выхолощены, несмотря на некоторые удачные эпизоды с главным героем. Так, Серёжа показан слишком одиноким, что не соответствует оригиналу; образы взрослых иногда выглядят либо упрощёнными, либо явно карикатурными (как, например, физрук). Критик посчитала финал неудачным, поскольку тот сводится к песне с «туманными» словами, за которой зритель видит счастливые лица Серёжи и Алексея Борисовича; нет ответов на вопросы о всадниках, пропущена беседа Серёжи и Алексея Борисовича, которая в повести подводит итог авторским идеям. Н. Бармина в рецензии посчитала «Всадники на станции Роса» неудачной постановкой ввиду умозрительности, крайне нежелательной для подросткового спектакля и приведшей к схематичности: начальник лагеря показан явно плохим, а Серёжа — явно хорошим, введение для баланса «хорошего» взрослого (газетчик на станции) ситуацию не улучшает. Бармина раскритиковала связанный с Октябрьской революцией образ спасителей-всадников: во-первых, в качестве романтического воплощения воспоминаний главного героя о дедушке (красном коннике) всадники смогли бы разве что воодушевить Серёжу, а никак не разбираться с реальными мальчишками; во-вторых, что более важно, они являются «заёмной фантазией», источник которой — либо «Мальчиш-Кибальчиш», либо «Неуловимые мстители», а с точки зрения драматургии введение всадников не имеет оснований. Кинокритик Н. Зеленко, разбирая спектакль вместе с другой постановкой по Крапивину того же режиссёра («Оруженосец Кашка»), положительно оценила работу Н. Зубаревой, отметила глубину, изобретательность и тонкость. По оценке критика, Зубарева вывела на первый план присущие первоисточнику романтические мотивы, а мотив сказочности позволил осуществить «яркое, зрелищное решение», в котором «оранжевые, лиловые, алые, розовые» цвета (скачущие кони) сочетались с «ослепительно-голубым» цветом (небо). Жанр постановки критик определила как лирическую драму, в которой конфликт между Серёжей и начальником лагеря показан максимально остро.
Телеспектакль «Мальчик со шпагой» включал девять тридцатиминутных серий. Главную роль исполнил Александр Елистратов, роль Олега Московкина — Виталий Соломин. Сериал имел зрительский успех; по оценке Щупова, многие считали спектакль «удачным и запоминающимся». Как писала Зеленко, создателям удалось показать продолжительный, насыщенный событиями период из жизни Серёжи Каховского, начиная с его возвращения из лагеря. Критик посчитала характер героя «очень активным», Серёжа — «искренний… вспыльчивый, добрый и смелый». Зеленко отметила всесоюзный успех спектакля, который получил большую почту — число писем от зрителей (и детей, и взрослых) с единодушными положительными отзывами достигло 2500.
В 1978 году в Центральном детском театре (Москва) был поставлен спектакль «Всадники со станции Роса», приуроченный к 60-му юбилею Ленинского комсомола. Автором пьесы стал В. Розов, режиссёрами — В. Кузьмин и С. Розов, сын драматурга. Пьеса шла и в Красноярске.

## Издания

### Журнальные публикации
- Крапивин В. Всадники на станции Роса // Пионер. — М. : Правда, 1973. — № 5. — С. 6—19. — Начало. Рис. Е. Медведева. — 1 500 000 экз.
- Крапивин В. Всадники на станции Роса // Пионер. — М. : Правда, 1973. — № 6. — С. 4—14. — Продолжение. Рис. Е. Медведева. — 1 500 000 экз.
- Крапивин В. Всадники на станции Роса // Пионер. — М. : Правда, 1973. — № 7. — С. 6—14. — Окончание. Рис. Е. Медведева. — 1 500 000 экз.
- Крапивин В. Мальчик со шпагой. Звёздный час Серёжи Каховского // Пионер. — М. : Правда, 1974. — № 3. — С. 12—32. — Начало. Рис. С. Трофимова, В. Дудкина. — 1 550 000 экз.
- Крапивин В. Мальчик со шпагой. Звёздный час Серёжи Каховского // Пионер. — М. : Правда, 1974. — № 4. — С. 6—25. — Продолжение. Рис. С. Трофимова, В. Дудкина. — 1 550 000 экз.
- Крапивин В. Мальчик со шпагой. Звёздный час Серёжи Каховского // Пионер. — М. : Правда, 1974. — № 5. — С. 14—32. — Продолжение. Рис. С. Трофимова, В. Дудкина. — 1 550 000 экз.
- Крапивин В. Мальчик со шпагой. Звёздный час Серёжи Каховского // Пионер. — М. : Правда, 1974. — № 6. — С. 10—27. — Окончание. Рис. С. Трофимова, В. Дудкина. — 1 550 000 экз.
- Крапивин В. Флаг-капитаны // Пионер. — М. : Правда, 1975. — № 5. — С. 46—59. — Начало. Рис. С. Трофимова, А. Гришина. — 1 565 000 экз.
- Крапивин В. Флаг-капитаны // Пионер. — М. : Правда, 1975. — № 6. — С. 52—64. — Продолжение. Рис. С. Трофимова, А. Гришина. — 1 565 000 экз.
- Крапивин В. Флаг-капитаны // Пионер. — М. : Правда, 1975. — № 7. — С. 6—17. — Продолжение. Рис. С. Трофимова, А. Гришина. — 1 540 000 экз.
- Крапивин В. Флаг-капитаны // Пионер. — М. : Правда, 1975. — № 8. — С. 8—23. — Продолжение. Рис. С. Трофимова, А. Гришина. — 1 540 000 экз.
- Крапивин В. Флаг-капитаны // Пионер. — М. : Правда, 1975. — № 9. — С. 70—76. — Окончание. Рис. С. Трофимова, А. Гришина. — 1 540 000 экз.

### Книжные издания
- Крапивин В. Всадники со станции Роса // Всадники со станции Роса. — М. : Детская литература, 1975. — С. 3—73. — «Всадники со станции Роса». Илл. Е. Медведева. — 150 000 экз.
- Крапивин В. Мальчик со шпагой // Летчик для особых поручений. — Свердловск : Средне-Уральское кн. изд-во, 1975. — С. 389—637. — «Всадники на станции Роса» и «Звёздный час Сережи Каховского». Илл. Е. Стерлиговой. — 50 000 экз.
- Крапивин В. Мальчик со шпагой. — М. : Детская литература, 1976. — 319 с. — «Звёздный час Сережи Каховского» и «Флаг-капитаны». Илл. Е. Медведева. — 100 000 экз.
- Крапивин В. Мальчик со шпагой. — М. : Детская литература, 1981. — 496 с. — (Золотая библиотека). — Илл. Е. Медведева. — 100 000 экз.
- Крапивин В. Мальчик со шпагой. — Киев : Веселка, 1984. — 408 с. — Илл. В. Мануйловича. — 100 000 экз.
- Крапивин В. Мальчик со шпагой // Избранное. Том 1. — М. : Детская литература, 1989. — С. 123—447. — (Владислав Крапивин. Избранное в двух томах). — Илл. Е. Медведева. — 100 000 экз. — ISBN 5-08-000482-7.
- Крапивин В. Мальчик со шпагой // Мальчик со шпагой. — Н. Новгород : Нижкнига, 1994. — С. 163—506. — (Владислав Крапивин). — Худ. Е. Медведев, оформл. В. Кременецкой. — 50 000 экз. — ISBN 5-87645-009-X.
- Крапивин В. Мальчик со шпагой // Собрание сочинений. Книга 12. Мальчик со шпагой. — М. : Центрполиграф, 2000. — С. 135—505. — (Владислав Крапивин. Собрание сочинение в 30 томах). — Илл. Е. Медведева, Е. Пинаева. — 10 000 экз. — ISBN 5-227-00784-5.
- Крапивин В. Мальчик со шпагой. — М. : Центрполиграф, 2002. — 352 с. — (Владислав Крапивин). — Оформл. Е. Стерлиговой, илл. Е. Пинаева.. — 10 000 экз. — ISBN 5-227-01631-3.
- Крапивин В. Мальчик со шпагой. — М. : Эксмо, 2005. — С. 5—344. — 672 с. — (Владислав Крапивин. Отцы-основатели: Русское пространство). — Илл. на обложке В. Савватеева, оформл. серии А. Саукова. — 5000 + 3000 (2006) + 3000 (2008) экз. — ISBN 5-699-12501-9.
- Крапивин В. Паруса «Эспады». Мальчик со шпагой. — М. : Эксмо, 2008. — 384 с. — (Библиотека Командора). — 5000 экз. — ISBN 978-5-699-26737-8.
- Крапивин В. Мальчик со шпагой / илл. А. Ярового. — М. : Искатель, 2018. — 352 с. — (Школьная библиотека). — 2000 экз. — ISBN 978-5-906998-73-6.
- Крапивин В. Мальчик со шпагой / илл. М. Ищенко. — М. : Омега, 2019. — 384 с. — (Школьникам. Проверено временем). — 3000 экз. — ISBN 978-5-465-03686-3.
- Крапивин В. Мальчик со шпагой // Мальчик со шпагой. Трилогия. — СПб.,М. : Азбука, Азбука-Аттикус, 2019. — С. 5—302. — (Русская литература. Большие книги). — Илл. на обл. Е. Стерлиговой. — 4000+6000 экз. — ISBN 978-5-389-16580-9.
- Крапивин В. Мальчик со шпагой. — М. : РОСМЭН, 2020. — 384 с. — (Библиотека школьника). — Илл. на обл. В. Челака. — 7000 экз. — ISBN 978-5-353-09492-0.
- Крапивин В. Мальчик со шпагой. — М. : Лабиринт Пресс, 2021. — 376 с. — (Иллюстрированная библиотека фантастики и приключений). — Илл. Е. Медведева. — 5000 экз. — ISBN 978-5-9287-3296-7.
- Крапивин В. Мальчик со шпагой. — М. : Энас-книга, 2021. — 416 с. — (Читаем всей семьёй). — Илл. Н. Панина. — ISBN 978-5-00198-107-7.

## Комментарии
1. ↑  Повесть А. Неверова «Ташкент — город хлебный».
2. ↑  Повесть А. Кузнецовой «Честное комсомольское».
3. ↑  «Бронзовый мальчик» также публиковался в журнале «Уральский следопыт» в 1993, 1994 и 1996 годах.
4. ↑  Митю Кольцова сыграл Костя Смирнов, Стасика Грачёва — Алёша Мелихов, а роль Наташи исполнила Лена Костерева, ранее снявшаяся в фильме «Мачеха». Саша Елистратов имел опыт работы в нескольких фильмах[136].